# Persone di cognome Gori
| Questa pagina contiene informazioni ricavate automaticamente dalle voci biografiche con l'ausilio del template Bio e di un bot. L'aggiornamento è periodico e automatico e ricostruisce completamente la pagina. Se manca una persona in questa lista, sei pregato di non aggiungerla, ma accertati piuttosto che la sua voce biografica contenga il template Bio e che i dati anagrafici siano correttamente compilati. Se il template Bio manca, inseriscilo tu stesso o, in alternativa, metti l'avviso {{tmp\|Bio}} che ne segnala la mancanza. Se i dati riportati sono sbagliati, correggi direttamente la voce biografica; le modifiche saranno visibili in questa lista entro pochi giorni. Per chiarimenti vedi il progetto antroponimi. La lista contiene solo le 52 persone che sono citate nell'enciclopedia e per le quali è stato implementato correttamente il template Bio. Pagina aggiornata al 7 giu 2025. |

Questa è una lista di persone presenti nell'enciclopedia che hanno il cognome Gori, suddivise per attività principale.

## Anarchici(1)
- Pietro Gori, anarchico, giornalista e avvocato italiano (Messina, n. 1865 - Portoferraio, † 1911)

## Architetti(1)
- Giuseppe Giorgio Gori, architetto italiano (Parigi, n. 1906 - Firenze, † 1969)

## Artigiani(2)
- Felice Gori, artigiano italiano († 1846)
- Galgano Gori, artigiano italiano (n. 1803 - † 1868)

## Attori(2)
- Giancarlo Gori, attore, regista e drammaturgo italiano (Signa, n. 1949)
- Gianluca Gori, attore e regista teatrale italiano (Firenze, n. 1967)

## Attrici(3)
- Augusta Gori, attrice italiana (Milano, n. 1959 - Londa, † 2025)
- Gorella Gori, attrice italiana (Roma, n. 1900 - Roma, † 1963)
- Patrizia Gori, attrice italiana (Roma, n. 1950)

## Calciatori(14)
- Adolfo Gori, ex calciatore e allenatore di calcio italiano (Viareggio, n. 1939)
- Carlo Gori, ex calciatore italiano (Livorno, n. 1942)
- Gabriele Gori, calciatore italiano (Firenze, n. 1999)
- Gino Gori, calciatore italiano (Prato, n. 1913)
- Graziano Gori, ex calciatore italiano (Pontedera, n. 1954)
- Marco Gori, ex calciatore italiano (Firenze, n. 1979)
- Marco Gori, ex calciatore italiano (Impruneta, n. 1965)
- Maurizio Gori, ex calciatore italiano (Cantiano, n. 1946)
- Mirko Gori, calciatore italiano (Frosinone, n. 1993)
- Roberto Gori, calciatore e allenatore di calcio italiano (Piombino, n. 1938 - Occhieppo Inferiore, † 2024)
- Sergio Gori, calciatore italiano (Milano, n. 1946 - Sesto San Giovanni, † 2023)
- Silvio Gori, calciatore italiano (Rosignano Marittimo, n. 1965 - Firenze, † 2001)
- Stefano Gori, calciatore italiano (Brescia, n. 1996)
- Wisman Gori, calciatore italiano (Prato, n. 1900)

## Calciatrici(1)
- Olga Gori, ex calciatrice italiana (Bagno a Ripoli, n. 1988)

## Cantautrici(1)
- Chiamamifaro, cantautrice italiana (Bergamo, n. 2001)

## Cestiste(2)
- Laura Gori, ex cestista italiana (San Giovanni Valdarno, n. 1966)
- Samantha Gori, ex cestista italiana (Aosta, n. 1968)

## Collezionisti d'arte(1)
- Giuliano Gori, collezionista d'arte e imprenditore italiano (Prato, n. 1930 - Firenze, † 2024)

## Compositori(1)
- Lallo Gori, compositore italiano (Cervia, n. 1927 - Roma, † 1982)

## Flautisti(1)
- Michele Gori, flautista e compositore italiano (Domodossola, n. 1980)

## Giocatori di beach soccer(1)
- Gabriele Gori, giocatore di beach soccer italiano (Viareggio, n. 1987)

## Giornalisti(1)
- Giorgio Gori, giornalista, produttore televisivo e politico italiano (Bergamo, n. 1960)

## Hockeisti su pista(2)
- Andrea Gori, hockeista su pista italiano (Lodi, n. 2001)
- Mattia Gori, hockeista su pista italiano (Lodi, n. 1997)

## Librettisti(1)
- Antonio Gori, librettista e poeta italiano (Venezia)

## Militari(3)
- Armando Gori, militare italiano (Vicchio, n. 1888 - Genova, † 1953)
- Lido Gori, militare italiano (Prato, n. 1910 - Berane, † 1941)
- Luigi Gori, militare e aviatore italiano (Pontassieve, n. 1894 - Susegana, † 1917)

## Patriarchi cattolici(1)
- Alberto Gori, patriarca cattolico italiano (Agliana, n. 1889 - Gerusalemme, † 1970)

## Pittori(2)
- Gino Paolo Gori, pittore italiano (Firenze, n. 1911 - Firenze, † 1991)
- Tita Gori, pittore italiano (Nimis, n. 1870 - Nimis, † 1941)

## Poeti(1)
- Mario Gori, poeta e scrittore italiano (Niscemi, n. 1926 - Catania, † 1970)

## Politici(1)
- Silvano Gori, politico italiano (Agliana, n. 1950)

## Rugbisti a 15(1)
- Edoardo Gori, ex rugbista a 15 italiano (Borgo San Lorenzo, n. 1990)

## Saggisti(1)
- Gianfranco Miro Gori, saggista e poeta italiano (San Mauro Pascoli, n. 1951)

## Scrittori(3)
- Alessandro Gori, scrittore, poeta e comico italiano (Arezzo, n. 1978)
- Gino Gori, scrittore, poeta e filosofo italiano (Roma, n. 1876 - Sant'Ilario Ligure, † 1952)
- Leonardo Gori, scrittore italiano (Firenze, n. 1957)

## Scultori(3)
- Fortunato Gori, scultore italiano (Firenze - Parigi, † 1925)
- Giuseppe Gori, scultore italiano (Coreno Ausonio, n. 1739 - Napoli, † 1815)
- Lorenzo Gori, scultore italiano (Livorno, n. 1842 - Livorno, † 1923)

## Senza attività specificata(1)
- Anton Francesco Gori, italiano (Firenze, n. 1691 - Firenze, † 1757)